# Aktionsjuden
Als Aktionsjuden wurden die etwa 30.000 nach der Pogromnacht vom 9./10. November 1938 innerhalb der Region oder des Landes verschleppten Juden in Deutschland und Österreich bezeichnet. Sie wurden von den NSDAP-Organisationen und durch Polizei in den Tagen nach dem Pogrom meist ohne  Begründung in die Konzentrationslager Buchenwald, Dachau und Sachsenhausen verbracht. Damit wurde Druck auf die Verschleppten und ihre Angehörigen ausgeübt, um die Auswanderung aus der Heimat zu beschleunigen und jüdische Vermögenswerte „arisieren“ zu können. Der weit überwiegende Teil der Inhaftierten wurde bis zum Jahresanfang 1939 entlassen. Rund 500 Juden überlebten den Aufenthalt in den Konzentrationslagern nicht, sie starben durch Suizid oder aufgrund unzureichender Versorgung oder durch die Folgen von Misshandlungen. 
Die Bezeichnung durch die Täter als Aktionsjuden war nach Zeitzeugen zumindest im KZ Buchenwald gängig. Vermutlich wurde der Name von Aktion Rath abgeleitet, wie der Pogrom manchmal benannt wurde.

## Befehle
Joseph Goebbels schrieb in seinem Tagebuch, Adolf Hitler selbst habe die Verhaftung von 25.000 bis 30.000 Juden angeordnet. Noch am späten Abend des 9. November 1938 kündigte Heinrich Müller den Stapo-Stellen die geplanten „Aktionen gegen die Juden“ an. Es sei die Festnahme von 20.000 bis 30.000 vor allem vermögender Juden vorzubereiten. In den frühen Morgenstunden des 10. November leitete Reinhard Heydrich einen Befehl Heinrich Himmlers an alle Staatspolizeileitstellen und SD-Oberabschnitte weiter. Alsbald seien in allen Bezirken so viele gesunde männliche Juden – „insbesondere wohlhabende“ und „nicht zu hohen Alters“ – festzunehmen, wie in den vorhandenen Hafträumen untergebracht werden könnten. Misshandlungen wurden untersagt.

## Verhaftungsaktion
Die Verhaftungsaktion lief sofort am 10. November an und wurde am 16. November durch eine Anordnung Heydrichs eingestellt. Neben Gestapo und Ortspolizei wurden SA, SS und sogar das Nationalsozialistische Kraftfahrkorps tätig.
Heydrichs genaue Vorgaben wurden kaum berücksichtigt. Am 11. November erging ein ausdrücklicher Befehl, bei der Aktion verhaftete Frauen und Kinder sofort freizulassen. Am 16. November wurde die Entlassung von Kranken und über Sechzigjährigen angeordnet.
Meist wurden die männlichen Juden in ihren Wohnungen festgenommen, aber auch am Arbeitsplatz, in Hotels, Schulen und auf Bahnhöfen kam es zu Festnahmen. Während der Einsatz von Polizeibeamten in Großstädten meist formal korrekt und ohne zusätzliche Demütigungen oder Misshandlungen verlief, waren anderorts Beschimpfungen, Tritte und Schläge gang und gäbe. Festgenommene wurden teils zum Singen nationalsozialistischer Lieder und erschöpfender Leibesübungen genötigt und in „Schandzügen“ durch die Stadt geführt. Meist wurden die „in Schutzhaft“ genommenen Juden die ersten zwei bis drei Tage in Polizeistellen, Gefängnissen, Turnhallen oder Schulen gefangen gehalten und von dort in Konzentrationslager überführt.
Der Historiker Wolfgang Benz stellt dar, dass bis zu 10.000 Juden in Gefängnissen oder lokalen Sammelpunkten blieben, da die Unterkunftsmöglichkeiten in Konzentrationslagern nicht ausreichten. Verlässliche Zahlen dazu sowie umfassende Angaben zu deren Haftentlassung oder Haftdauer sind nicht greifbar und ein Forschungsdefizit.

## Überführung in Konzentrationslager
Die meisten Inhaftierten kamen in den ersten zwei bis drei Tagen nach der Pogromnacht in den drei Konzentrationslagern Dachau, Sachsenhausen und Buchenwald an. Weitere Transporte aus Wien trafen bis zum 22. November ein. Die „Aktionsjuden“ aus Berlin wurden mit Lastwagen bis zum Lagertor von Sachsenhausen gefahren. Andere wurden mit Bussen, mit der Eisenbahn oder der Vorortbahn und anschließendem Fußmarsch überführt. Für Dachau ist die Einlieferung von 10.911 Juden belegt, für Buchenwald waren es 9.845 und für Sachsenhausen schätzt man die Zahl auf 6.000. Damit hatte sich die Gesamtzahl aller in Konzentrationslagern Inhaftierten mit einem Schlag verdoppelt.
Vielfach waren die Inhaftierten während des Transports der Brutalität der Begleitkommandos ausgesetzt. Einigen Berichten nach wiesen „nahezu alle Gefangene“ bei ihrem Eintreffen in Dachau wie in Buchenwald Spuren von zum Teil schweren Verletzungen auf, die sie bei oder nach ihrer Festnahme erlitten hatten. Andere bezeugten, begleitende Polizeibeamte hätten sich korrekt verhalten oder sogar Mitleid gezeigt.

## Lageraufenthalt
Eine demütigende Aufnahmeprozedur mit stundenlangem Appell-Stehen, Entkleiden, Haarescheren und dem Anlegen der Häftlingskleidung wirkte auf die Opfer schockierend und wird in Zeitzeugenberichten breit geschildert. Bürgerliche Werte und Ehrentitel galten plötzlich nicht mehr. Hierdurch wurden Gefühle der Entwürdigung, der Rechtlosigkeit und des Ausgeliefertsein erzeugt.
Völlig unzureichend war die Unterbringung in Buchenwald, wo fünf fensterlose Baracken mit je 2000 „Aktionsjuden“ belegt wurden und sanitäre Anlagen anfangs fehlten. Der Tagesablauf wurde durch drei Appelle gegliedert, die oft stundenlang dauerten und bei Regen und Kälte zur Qual wurden. Manchmal mussten die Inhaftierten exerzieren sowie sinnlose und körperlich anstrengende Arbeiten ausführen. In Dachau stieg die Zahl der registrierten Todesfälle überproportional an.

## Haftentlassung
Die Dauer der Gefangenschaft war sehr unterschiedlich. Ab Ende November 1938 wurden täglich 150 bis 250 „Aktionsjuden“ entlassen. Am 1. Januar 1939 waren in Buchenwald noch 1.605 und in Sachsenhausen 958 Juden inhaftiert.
Den Berichten der „Aktionsjuden“ ist zu entnehmen, dass sie kein System und keine Kriterien für die Entlassungen erkennen konnten. Am 28. November 1938 wurde die Freilassung von Jugendlichen unter sechzehn Jahren angeordnet und überdies die von „Frontkämpfern“. Ab dem 12. Dezember sollten die über 50-jährigen Insassen und ab dem 21. Dezember bevorzugt jüdische Lehrer entlassen werden. Andere erlangten ihre Freiheit, weil ihre Ausreisepläne schon weit gediehen waren oder gar ihre Visa zu verfallen drohten. Wieder andere kamen nach der Überschreibung ihrer Villa umgehend frei. Jüdische Autobesitzer, denen ab 3. Dezember 1938 pauschal die Fahrerlaubnis entzogen war, wurden bedrängt, ihren Wagen zum Spottpreis zu verkaufen. Wer sich solchem Ansinnen verweigerte, konnte dennoch unverhofft zur Entlassung aufgerufen werden.

## Folgen
Die Zahl der „Aktionsjuden“, die im Konzentrationslager verstarben, betrug in Dachau mindestens 185, in Buchenwald 233 und in Sachsenhausen 80 bis 90. Als Ursache für die Todesfälle werden in Berichten vor allem körperliche Überanstrengung, septische Erkrankungen, Lungenentzündung, Mangel an verordneten Medikamenten sowie Diät genannt. Viele Männer litten unter den Folgen der Haftbedingungen und wurden noch nach der Entlassung krank. Im Jüdischen Krankenhaus Berlin mussten rund 600 Notamputationen durchgeführt werden, die wegen unbehandelter Wunden und Erfrierungen notwendig waren.
Angehörige nahmen psychische Veränderungen an ihren heimgekehrten Männern wahr. Sprachlosigkeit, Schlafstörungen, Angst und Scham waren häufig die Reaktion auf den jähen Verlust der bürgerlichen Reputation, die erlebten rohen Übergriffe und die Erfahrung absoluter Ohnmacht und Rechtlosigkeit.
Die halbwegs geregelte Emigration wurde zur panischen Flucht. Familien sahen sich zur Trennung gezwungen, um einzeln in ein fremdes Land zu fliehen oder zumindest die Kinder aus Deutschland fortzuschaffen. Mindestens 18.000 wurden mit Kindertransporten nach Großbritannien, nach Belgien, nach Schweden, in die Niederlande oder in die Schweiz gebracht.